# متروی کبه
متروی کوبه (انگلیسی: Kobe Municipal Subway) سامانه قطار شهری زیرزمینی در شهر کوبه، ژاپن است.
این مترو که در سال ۱۹۷۷ تأسیس شده، دارای ۲ خط، ۲۸ ایستگاه و ۳۸.۱ کیلومتر طول می‌باشد.

## نگارخانه

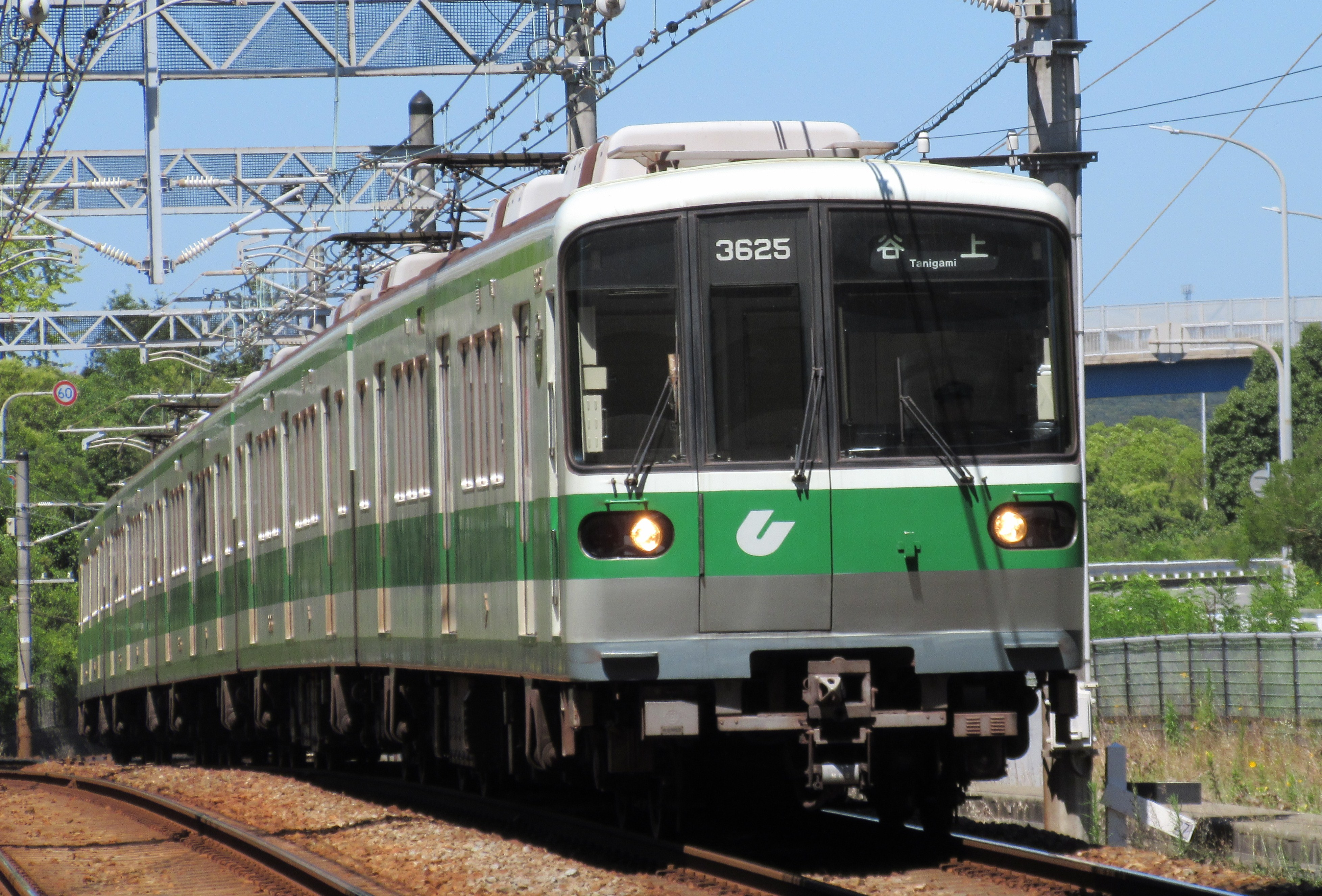
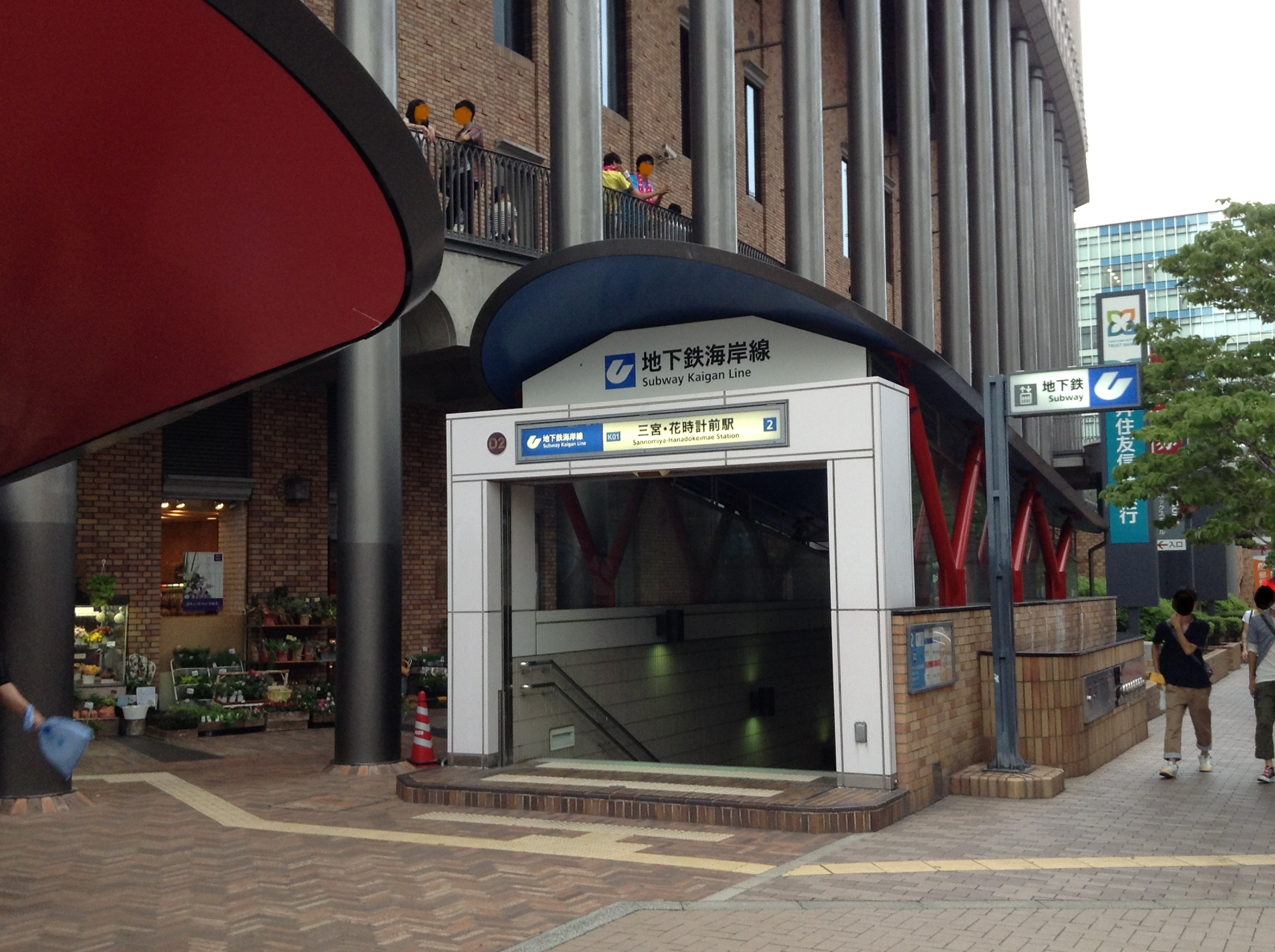
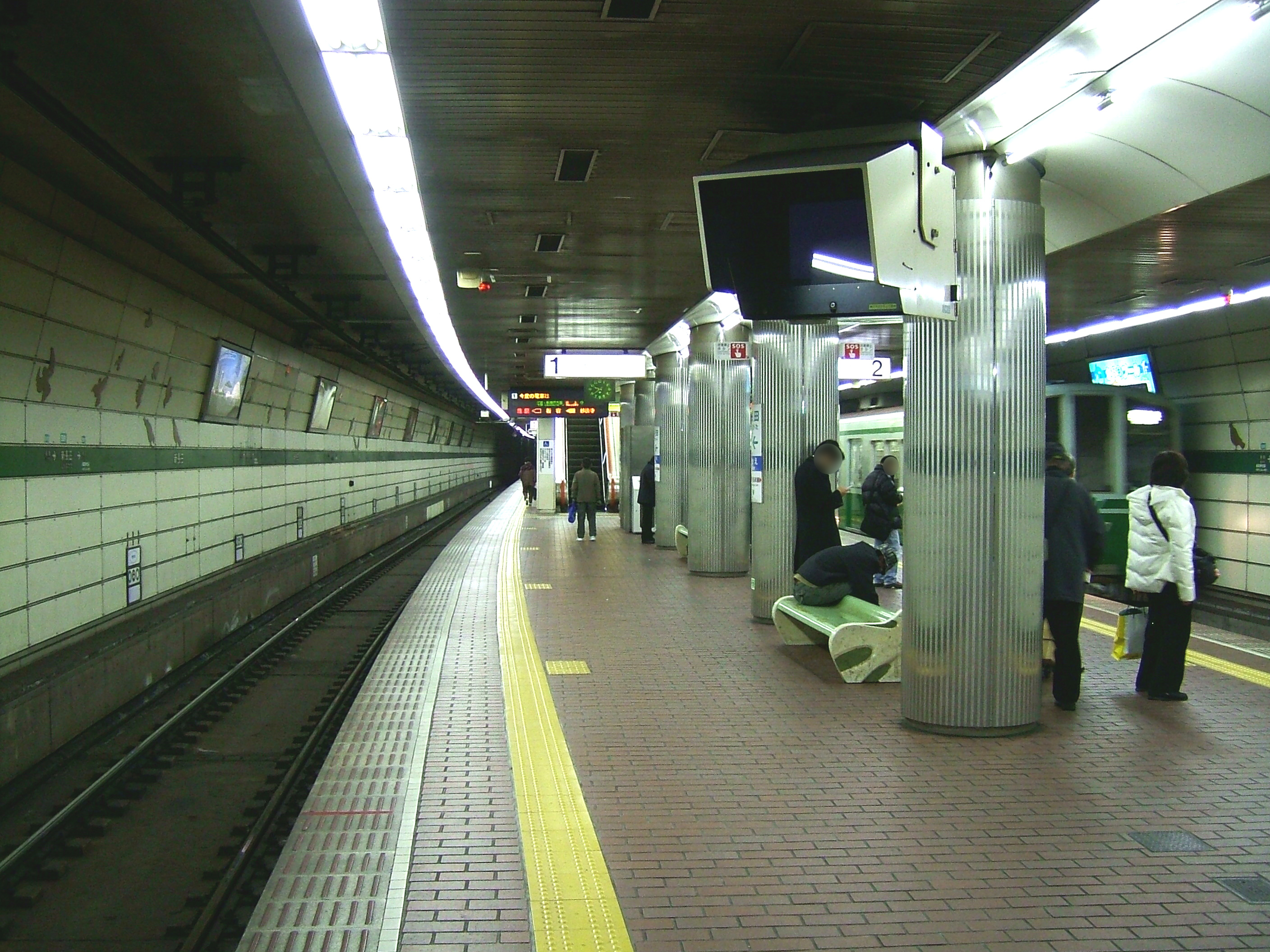
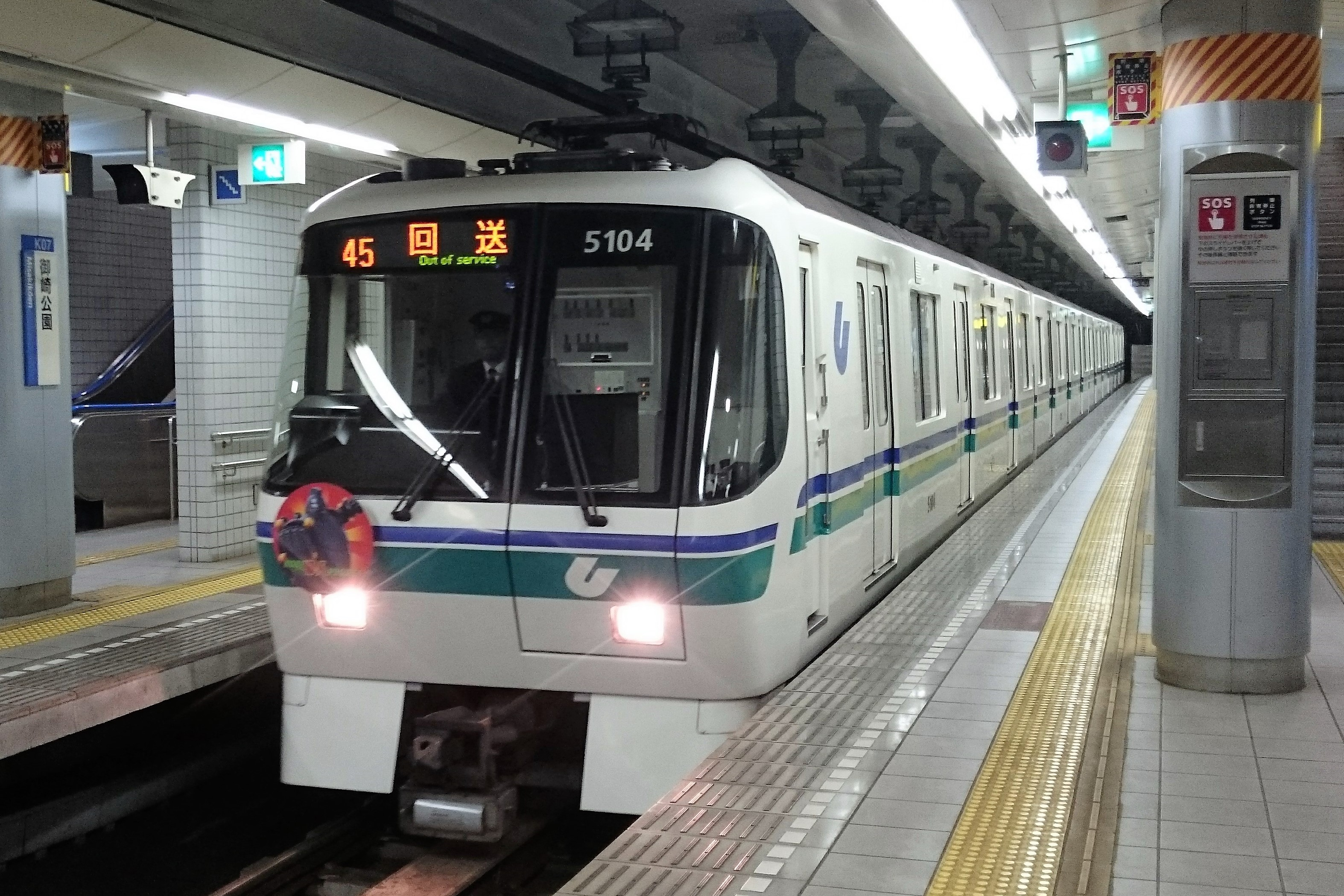
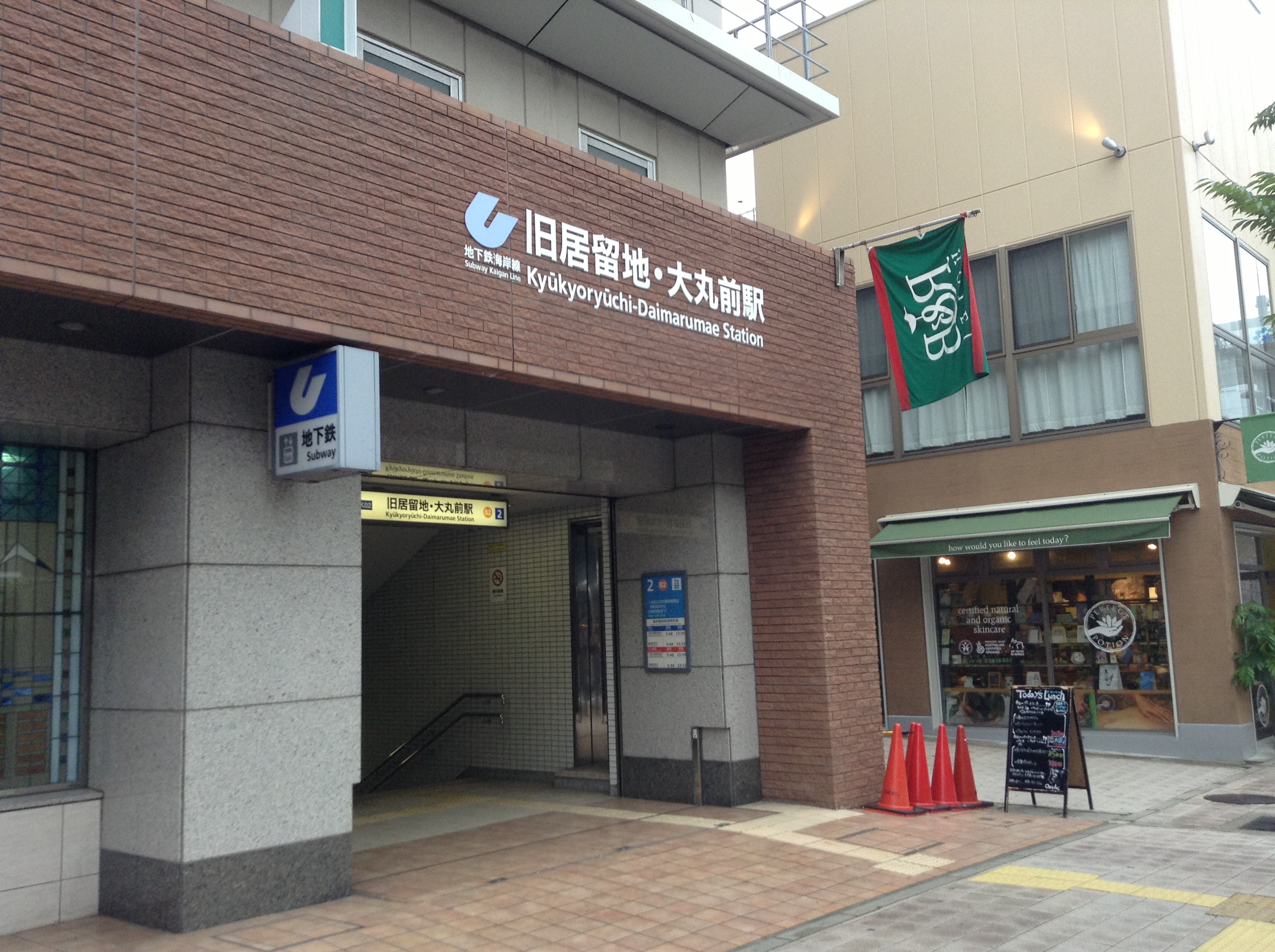
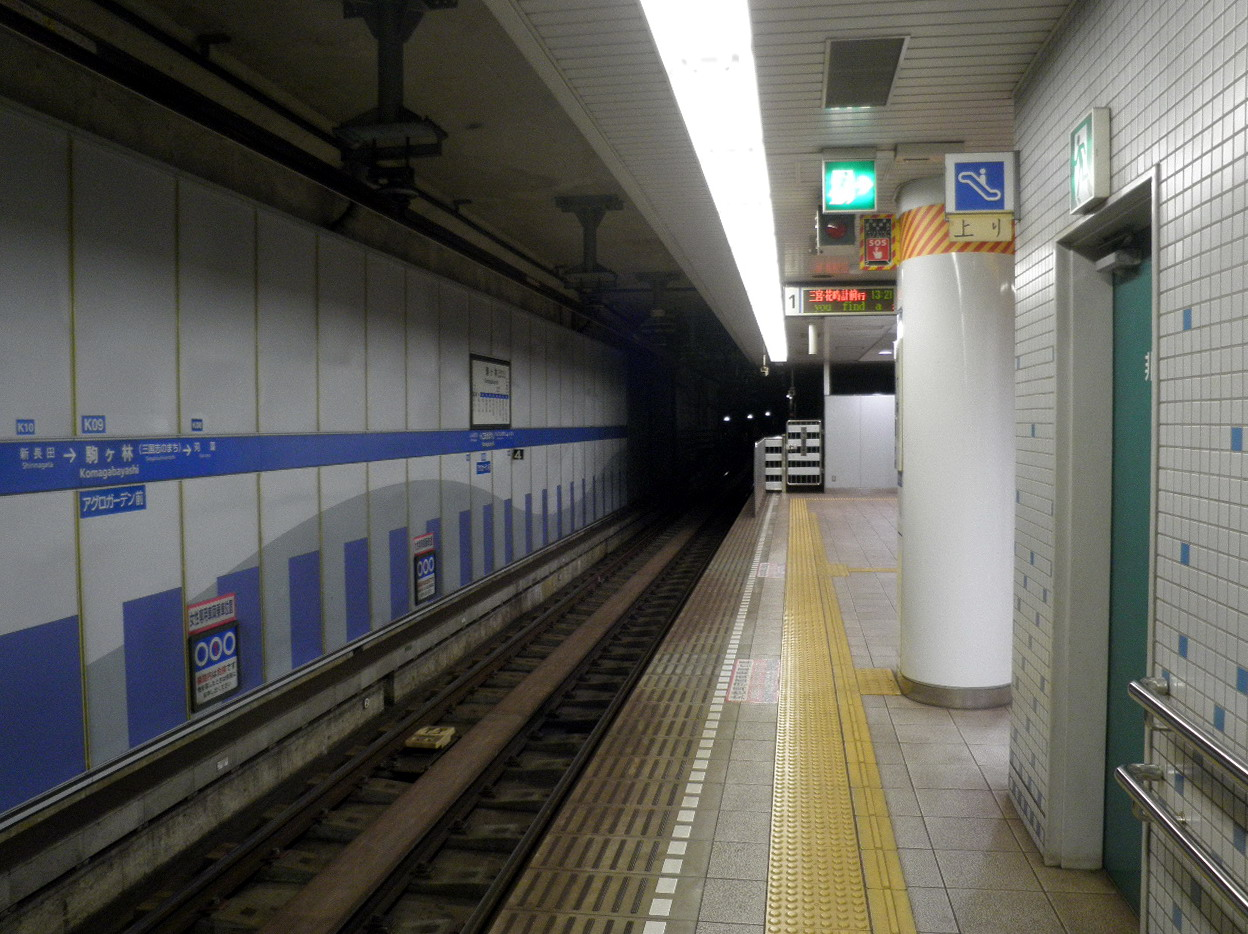
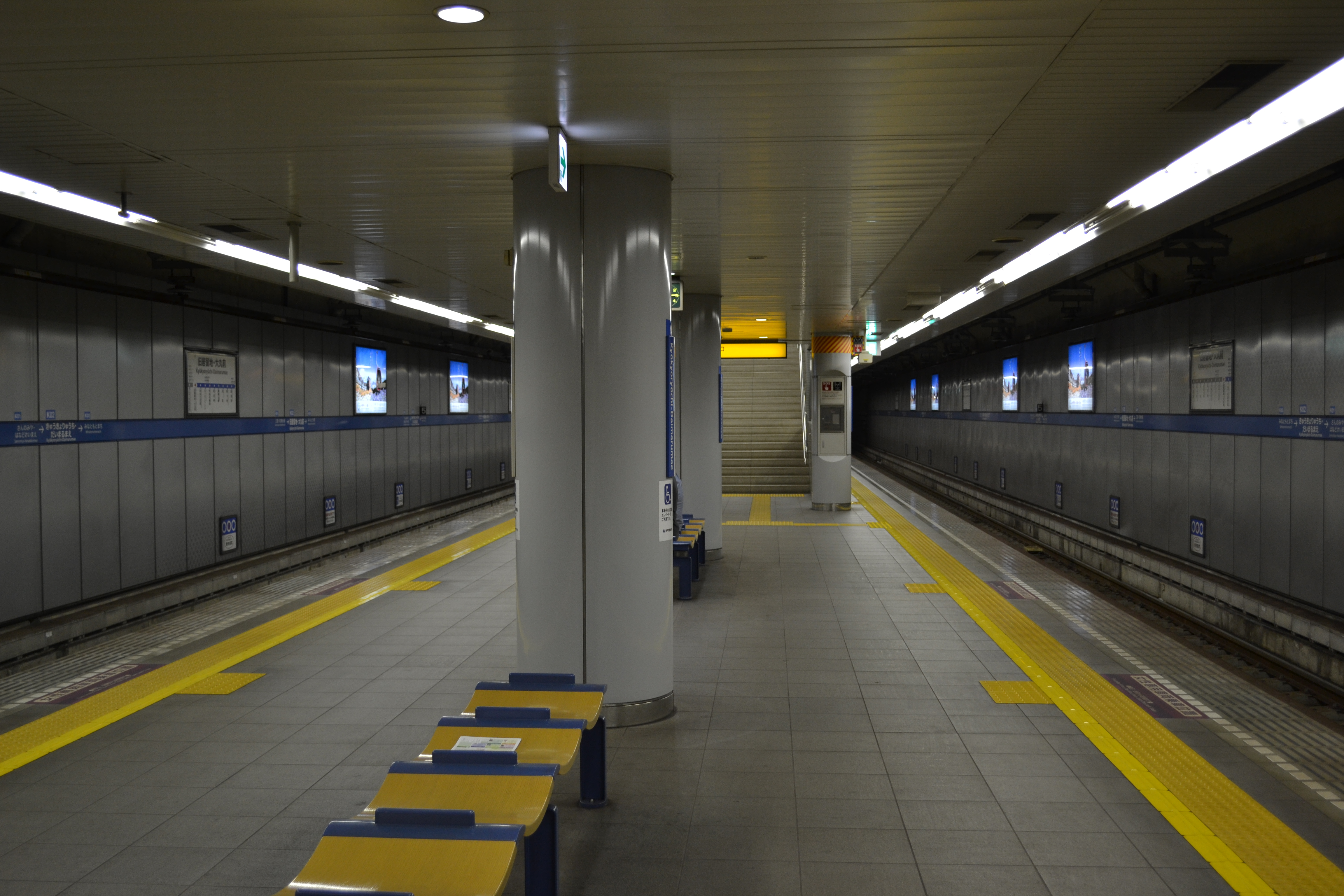
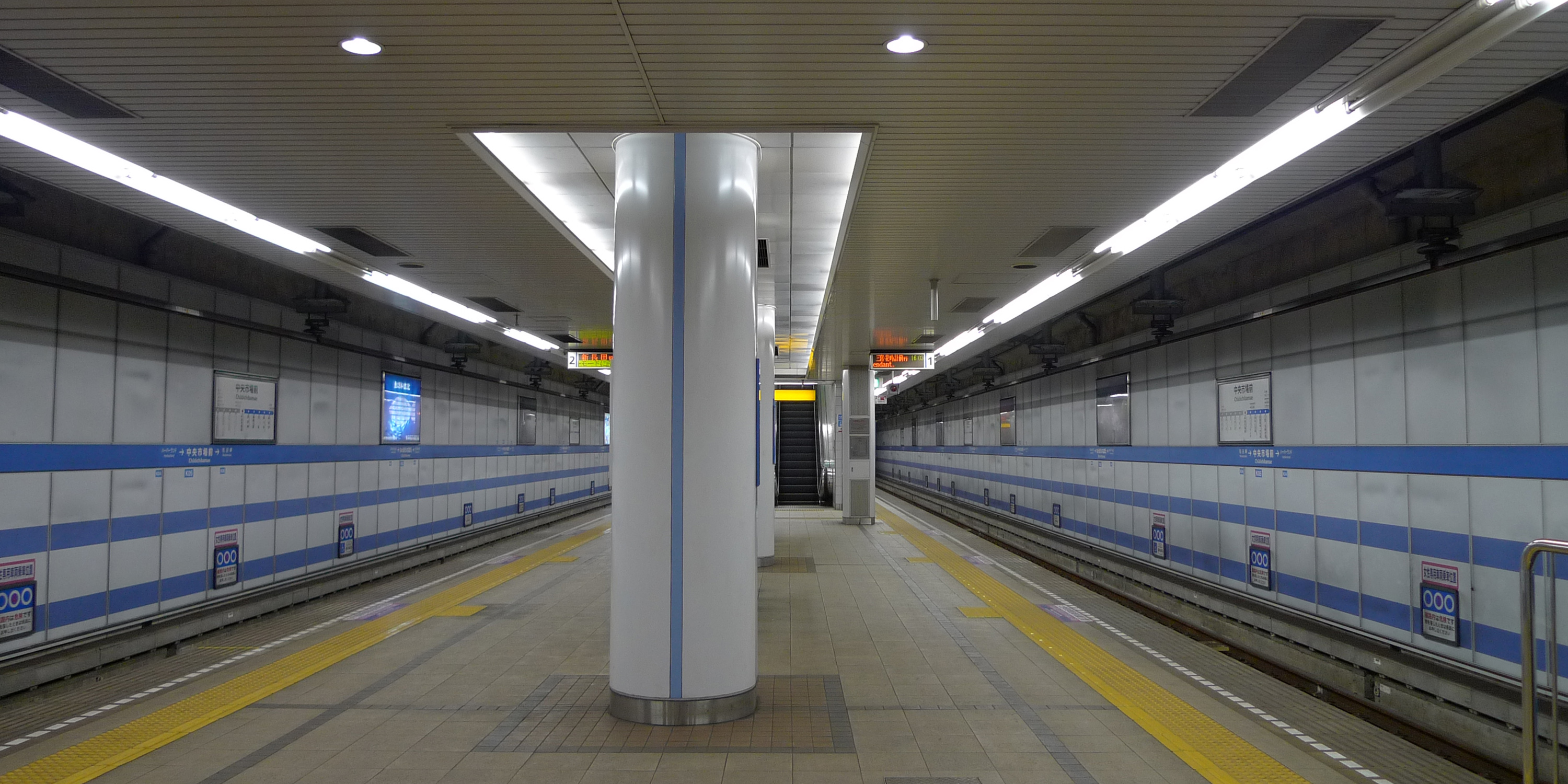
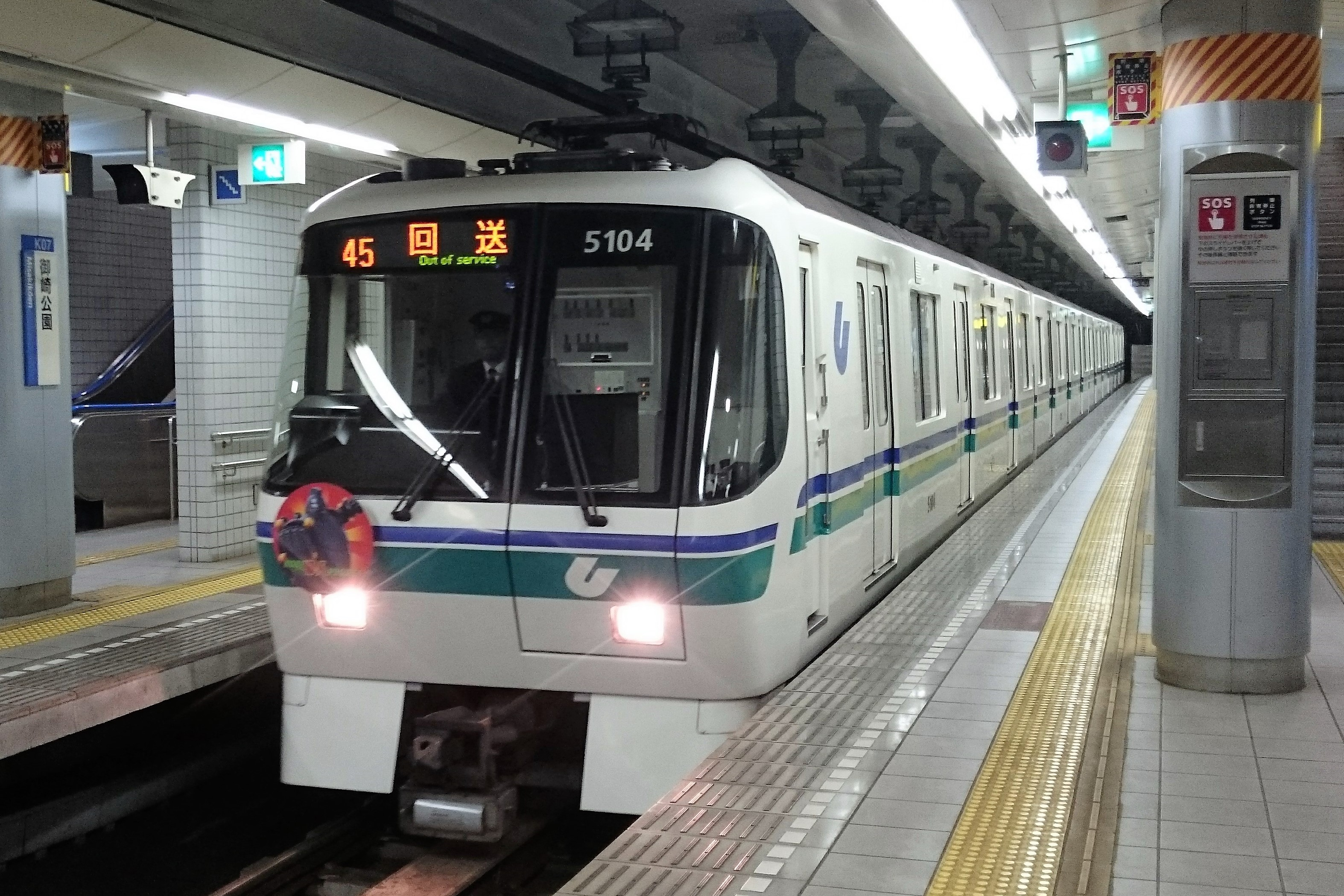